# Cratere Goodacre

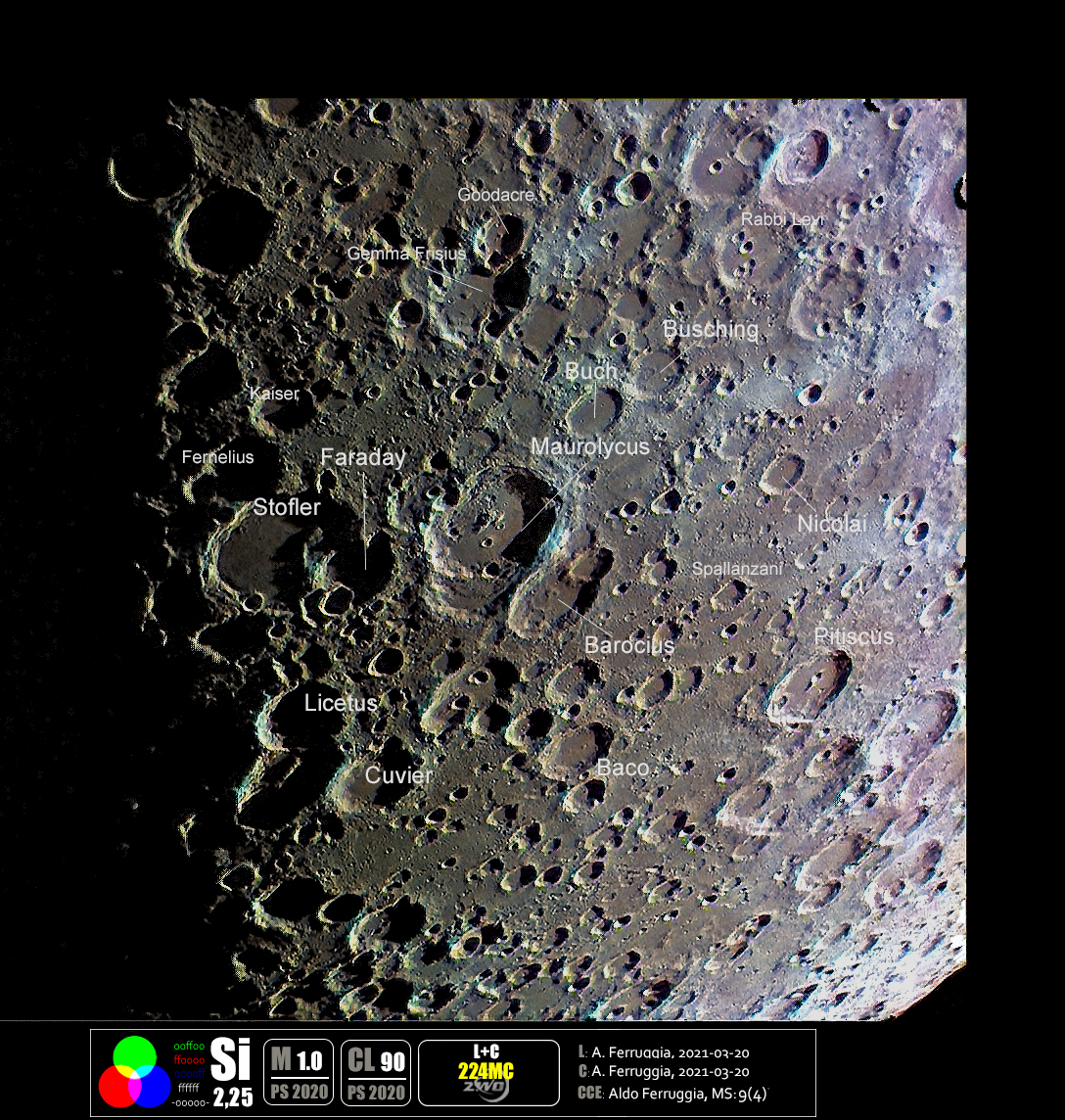
Immagine selenocromatica dell'area del cratere

Goodacre è un cratere lunare di 44,09 km situato nella parte sud-orientale della faccia visibile della Luna, adiacente alla parte nord-nordest del cratere Gemma Frisius, nella regione degli irregolari altopiani meridionali. A nord di Goodacre giace il cratere Pontanus.
Il bordo esterno della formazione è erosa da piccoli impatti, particolarmente lungo il lato sud. Il cratere minore 'Goodacre G' si trova nel bordo comune dei crateri Goodacre e Gemma Frisius. La superficie interna ha un modesto picco centrale ed è presente un piccolo cratere nei pressi della parere interna a nord. Lungo il bordo a sudovest è presente una traccia della raggiera del cratere Tycho, che forma una debole linea che attraversa il picco centrale.
Il cratere è dedicato al selenografo britannico Walter Goodacre.

## Crateri correlati
Alcuni crateri minori situati in prossimità di Goodacre sono convenzionalmente identificati, sulle mappe lunari, attraverso una lettera associata al nome.
| Goodacre | Coordinate            | Diametro (in km) |
| -------- | --------------------- | ---------------- |
| B        | 31°55′12″S 13°38′24″E | 8,97             |
| C        | 32°18′00″S 14°07′48″E | 4,79             |
| D        | 33°25′12″S 15°00′36″E | 8,37             |
| E        | 32°59′24″S 15°29′24″E | 6,05             |
| F        | 32°01′12″S 14°33′00″E | 3,83             |
| G        | 33°21′00″S 13°54′36″E | 16,06            |
| H        | 32°46′12″S 16°03′36″E | 4,36             |
| K        | 30°56′24″S 13°24′36″E | 11,07            |
| P        | 34°06′36″S 16°40′48″E | 19,61            |